# Droit fixe dû par les opérateurs de jeux ou de paris en ligne
Lire en ligne

Lire sur Légifrance

Les opérateurs de jeux ou de paris en ligne agréés en France étaient redevables d'un droit fixe entre 2011 et 2018.

## Historique
L'article 46 de la loi du 12 mai 2010 relative à l'ouverture à la concurrence et à la régulation du secteur des jeux d'argent et de hasard en ligne prévoit notamment la mise en place d'un droit fixe dû par les opérateurs de jeux en ligne soumis au contrôle de l'Autorité de régulation des jeux en ligne lors du dépôt de la demande d'agrément ou du renouvellement de celle-ci. Il sera également perçu au titre de chaque année au cours de la période de validité de l'agrément. Ces dispositions ont été codifiées à l'article 1012 du code général des impôts.
Le 19e du III de l'article 26 de la loi no 2018-1317 du 28 décembre 2018 de finances pour 2019 a supprimé le droit fixe dû par les opérateurs de jeux ou de paris en ligne. Les dispositions sont applicables à compter du 1er janvier 2019.

## Caractéristiques

### Redevables
Le décret no 2010-494, JO 15 mai 2010 du 14 mai 2010 fixe le montant du droit :
- 5 000 € si la demande porte sur un seul agrément ;
- 8 000 € si la demande porte sur deux agréments ;
- 10 000 € si la demande porte sur trois agréments.

Au titre de chaque agrément délivré ou renouvelé, au 1er janvier de chaque année suivant celle au cours de laquelle l'agrément a été délivré ou renouvelé, le droit dû est de :
- 20 000 € lorsque l'opérateur n'est titulaire que d'un seul agrément ;
- 30 000 € lorsque l'opérateur est titulaire de deux agréments ;
- 40 000 € lorsque l'opérateur est titulaire de trois agréments.

Enfin, lors d'une demande de renouvellement de l'agrément, le droit dû est de :
- 2 500 € si la demande de renouvellement porte sur un seul agrément ;
- 4 000 € si la demande de renouvellement porte sur deux agréments ;
- 5 000 € si la demande de renouvellement porte sur trois agréments.

### Bénéficiaire
Le produit du droit est versé au budget général de l'État.

### Produit
Le produit de ce droit est de 700 000 euros.